# Tremonti
Tremonti, es una banda de heavy metal formada por el guitarrista Mark Tremonti, más conocido por ser el guitarrista de las bandas de hard rock Creed y Alter Bridge. La banda, además, consiste de un guitarrista rítmico llamado Eric Friedman (que había ejercido dicha función en la reunión de Creed de 2009 a 2012) y el baterista Garrett Whitlock; el bajista Wolfgang Van Halen estuvo en la banda entre 2012 a 2017. El grupo, lanzó su primer disco en julio de 2012, All I Was. El álbum mostraba a Tremonti tocando la guitarra y como vocalista principal; en este tiempo, ejerció de bajista Brian Marshall, (ex-Creed y actual Alter Bridge), aunque el bajo en dicho álbum lo grabó Friedman. Marshall estuvo hasta 2013. Fue reemplazado por Wolfgang Van Halen, quien contribuyó en su segundo disco en 2015. La banda, también lanzó el álbum Dust en abril de 2016, como una continuación de Cauterize. El cuarto álbum de Tremonti, A Dying Machine, fue lanzado en junio de 2018. Su música, es un alejamiento de las bandas principales de Mark Tremonti, pues se ve más influenciada por el speed y el thrash metal.

## Miembros

### Miembros actuales
- Eric Friedman – guitarra rítmica y solista, coros, teclados (2011–presente); bajo (2012;2017–2018)
- Mark Tremonti – guitarra solista y rítmica, voz principal (2011–presente)
- Tanner Keegan – bajo (2015–presente)
- Garrett Whitlock – batería (2021-presente; miembro de gira 2015-2019)

### Antiguos miembros
- Wolfgang Van Halen - bajo, coros (2012–2016)

### Músicos de directo
- Brian Marshall - bajo (2011–2012)
- Ryan Bennett – batería (2018)

## Discografía
- (2012) All I Was
- (2015) Cauterize
- (2016) Dust
- (2018) A Dying Machine
- (2021) Marching in Time
- (2025) The End Will Show Us How